# سانتا ليوكاديا دي ألغاما
بلدية سانتا ليوكاديا دي ألغاما (بالإسبانية: Santa Leocadia de Algama) هي بلدية تقع في مقاطعة جرندة التابعة لمنطقة كتالونيا شمال شرق إسبانيا.

## الديموغرافيا
بلغ عدد سكان بلدية سانتا ليوكاديا دي ألغاما 342 نسمة عام 2011 (وفقاً للمعهد الوطني الإسباني للإحصاء).
| 301 | 298 | 285 | 311 | 310 | 335 | 342 |